# Dvoryanskoye gnezdo
Dvoryanskoye gnezdo é um filme de drama russo de 1914 dirigido por Vladimir Gardin.

## Enredo
Este filme é uma adaptação cinematográfica do romance homônimo de Ivan Turgenev.

## Elenco
- Olga Preobrazhenskaya
- Ludmila Sychova
- Mikhail Tamarov
- Yelizaveta Uvarova